# Cathédrale Sainte-Vibiana
La cathédrale Sainte-Vibiana, est une ancienne église cathédrale catholique  de Los Angeles. Située dans le centre-ville de la ville, elle a été inaugurée en 1876 en tant que cathédrale du diocèse de Monterey-Los Angeles, et elle est restée la cathédrale officielle du diocèse de Los Angeles  pendant plus de 100 ans. Elle était dédiée à sainte Vibiana.
La cathédrale a été fortement endommagée lors du tremblement de terre de Northridge en 1994 et a fait l'objet d'une longue bataille juridique entre l'archidiocèse, qui souhaitait démolir le bâtiment et construire une nouvelle cathédrale sur le site, et les défenseurs de l'environnement, qui voulaient que le bâtiment reste debout en raison de son importance historique. En 1996, les parties concernées sont parvenues à un compromis selon lequel l'archidiocèse achèterait un site voisin pour y construire une nouvelle cathédrale, et céderait le site de Ste Vibiana à la ville de Los Angeles. La cathédrale Notre-Dame des Anges a été inaugurée en 2002 pour succéder à la cathédrale Sainte-Vibiana.

Vibiana, en 2013.

À la fin des années 2000, l'ancien bâtiment de la cathédrale est devenu un lieu d'événements appelé Vibiana. La succursale de Little Tokyo de la bibliothèque publique de Los Angeles est également située sur le site. La structure de la cathédrale de 1876 est l'un des derniers bâtiments de la première période de l'histoire de Los Angeles.